# Remota
Der Begriff Remota (Pl.; selten Sg. das Remotum, lat. „Weggeschafftes, Entferntes“) bezeichnet im Bibliothekswesen Bestände einer Mediensammlung, die aus politischen, juristischen oder moralischen Gründen der Allgemeinheit der Benutzer nicht oder nur eingeschränkt zugänglich sein sollen. Im Fall des eingeschränkten, eine Sondergenehmigung erforderlichen Zugangs spricht man von Separierung, im Fall der weitgehenden Zugangssperre von Sekretierung (von lateinisch secretum für „Abgeschiedenheit“, aber auch „Geheimnis“). Der Begriff wurde vor dem 21. Jahrhundert außerhalb Bayerns im Bibliothekswesen selten benutzt.
Sekretierte Sonderbestände werden oft auch nicht im allgemeinen Katalog der Bibliothek aufgeführt, sondern es wird eine gesonderte Liste geführt. Ziel der Einrichtung solcher Bestände ist die gewünschte Unterdrückung der Rezeption des Inhalts der betreffenden Schriften, die aus verschiedenen Gründen für die Allgemeinheit als zu gefährlich erachtet wird. Es kann sich dabei beispielsweise um Pornografie, aber auch politisches oder theologisches Schrifttum unerwünschter Art handeln. Die Sekretierung erlaubt es, die Verbreitung unerwünschter Inhalte zu unterdrücken, ohne dabei die betreffenden Medien physisch vernichten zu müssen, wie etwa bei der Bücherverbrennung. Eine besondere Rolle spielte in Deutschland die nach Ende des Dritten Reiches der nationalsozialistischen Ideologie verbundene Literatur, die in der Sowjetischen Besatzungszone aufgrund einer Liste der auszusondernden Literatur sekretiert wurde. Auch in der Bundesrepublik existierten und existieren analoge Beschränkungen für nationalsozialistische Literatur und andere Medien.
Die bekanntesten derartigen historischen Bestände sind L’enfer (franz. „Die Hölle“) der Französischen Nationalbibliothek in Paris und der Private Case der British Library in London. Aber auch in deutschen Bibliotheken existieren solche Sonderbestände, so wurden beispielsweise in der Bayerischen Staatsbibliothek in München über die Zeit fünf Sonderbestände (Remota I bis V) entsprechend ihrer spezifischen Herkunft und Anlagemotivation angelegt. So enthielt Remota III gegen den Nationalsozialismus gerichtete Schriften und Emigrationsliteratur, Remota IV hingegen die umfassende Sammlung erotischer Literatur, die der bayrische Staatsbeamte Franz von Krenner im 18. und 19. Jahrhundert angelegt hat. 2002 machte die Bayerische Staatsbibliothek ihre Remota zum Thema einer  Sonderausstellung.
Die Deutsche Bücherei in Leipzig, Vorgängerin der Deutschen Nationalbibliothek, separierte seit ihrer Gründung im Jahre 1912 moralisch anstößige Literatur und war ab 1926 Sitz der Oberprüfstelle für „Schmutz- und Schundschriften“ (Außenstellen in Berlin und München). Nachdem ab 1933 zunächst vom Nationalsozialismus bekämpfte Schriften als zweite Kategorie separiert wurden, traf dies ab 1945 das nationalsozialistische und militaristische Schrifttum (Alliierter Kontrollratsbeschluss vom 13. Mai 1946). Die Entscheidung, welche Titel im Einzelnen betroffen waren, wurde für die SBZ/DDR verbindlich an der Deutschen Bücherei getroffen. Hinzu kam als dritte Kategorie alles im weiteren Sinne Antisowjetische, Antikommunistische und „Westlich-Dekadente“, darunter auch die Werke republikflüchtiger Autoren. Die Titel dieses „Sachgebiets für spezielle Forschungsliteratur“ waren im Katalog aufgeführt, jedoch mit einem unauffälligen Dreieck markiert. Erhältlich waren sie nur unter besonderen Voraussetzungen (bspw. für bescheinigte Forschungsvorhaben) in einem schwer zugänglichen Lesesaal in einem Turmzimmer. Nach 1990 wurden die Sperrbestände zum größten Teil aufgelöst und in den frei zugänglichen Hauptbestand integriert.
Heute werden Remota in den Bibliotheken im Allgemeinen nicht mehr physisch separiert, vielmehr erfolgen Zugangsbeschränkungen über entsprechende Vermerke im Katalogeintrag. Auf diese Weise wird zum Beispiel in der Regel der Jugendschutz bei der Ausleihe von Medien in öffentlichen Bibliotheken realisiert. Darüber hinausgehende Beschränkungen kann es zum Beispiel geben bei Werken, die einem Verbreitungsverbot unterliegen, zum Beispiel bei Gewaltpornografie oder aus Gründen des Schutzes von Persönlichkeitsrechten. Ein bekanntes Beispiel dafür ist der Roman Esra, dessen Verbot das Bundesverfassungsgericht bestätigt hat. Weiter ist aufgrund des Waffengesetzes in Deutschland der Besitz bestimmter Gegenstände strafbar (verbotene Gegenstände), darunter auch Anleitungen zum Bombenbau und dergleichen. Dementsprechend ist einschlägige Literatur in Bibliotheken gesperrt für alle, die kein berechtigtes Interesse nachweisen können, zum Beispiel als Wissenschaftler oder im Fall der Bombenbauanleitung als Kriminalbeamter oder Sprengmittelexperte.
Umgangssprachlich wird in Zusammenhang mit Remota-Beständen auch vom „Giftschrank“ einer Bibliothek gesprochen, in Analogie zum Giftschrank im Gesundheitswesen.
Ausgesonderte oder gesperrte Bestände gibt es nicht nur in Bibliotheken, sondern in jeder Art von Archiv und Mediensammlung. Im Rundfunk etwa gibt es Remota-Bestände von Filmen und Beiträgen, die aus inhaltlichen oder rechtlichen Gründen nicht gezeigt werden dürfen. Zum Beispiel sind fünf Tatortfolgen mit einem senderinternen Sperrvermerk belegt und für jede zukünftige Ausstrahlung bis auf Weiteres gesperrt.